# Protracheoniscus topczievi
Protracheoniscus topczievi is een pissebed uit de familie Trachelipodidae. De wetenschappelijke naam van de soort is voor het eerst geldig gepubliceerd in 1975 door Borutzkii.